# Bo Ryan
William Francis Ryan Jr., detto Bo (Chester, 20 dicembre 1947), è un allenatore di pallacanestro statunitense.
Ha allenato la squadra maschile di pallacanestro dell'Università del Wisconsin-Madison dal 2001 al 2015.

## Palmarès
- Jim Phelan National Coach of the Year Award (2008)
- Clair Bee Coach of the Year Award (2007)